# انلایتنمنت
انلایتنمنت (به انگلیسی: Enlightenment) که همچنین به اختصار E هم شناخته می‌شود، یک مدیر پنجره پشته‌ای برای سیستم پنجره اکس است که می‌توان از آن به‌طور مستقل یا همراه با سایر محیط‌های میزکار، مانند گنوم و KDE استفاده نمود. از نسخه ۱۹ انلاینمنت قابلیت پشتیبانی کامل از Wayland را دارد.
نمی‌توان انلایتنمنت را فقط یک مدیر پنجره برای سیستم پنجره اکس در نظر گرفت زیرا E مجموعهٔ کتابخانهٔ کاملی است که شما را در ساخت واسط‌های کاربری زیبا، با کمترین اضافه کاری و بدون استفاده از روش‌های قدیمی، یاری می‌کند؛ انلایتنمنت با ابزارهای قدیمی به خوبی مقابله می‌کند؛ کلمه انلایتنمنت که به معنی متجدد است نیز اشاره بر همین موضوع دارد؛ انلایتنمنت طیف وسیعی از دستگاه‌ها را، از موبایل گرفته تا دسکتاپهای چند هسته‌ای، پشتیبانی می‌کند.

## تاریخچه
اولین نسخه انلایتنمنت توسط Carsten Haitzler در سال ۱۹۹۷ معرفی شد.

نسخه ۰٫۱۷ که با نام‌های DR17 یا E17 نیز شناخته می‌شود، از دسامبر سال ۲۰۰۰ به مدت ۱۲ سال در حال توسعه بوده‌است. این نسخه یک بازنویسی کاملاً جدید از DR16 بود که به منظور ایجاد یک پوسته گرافیکی تمام عیار برای سیستم پنجره اکس طراحی شده‌است و از کتابخانه‌های بنیاد انلایتنمنت، استفاده می‌کند.

توسعه دهندگان انلایتنمنت، لقب مدیر پنجرهٔ دلربا را بدان داده‌اند.

DR مخفف Developer Release می‌باشد که به معنی نسخه ارائه شده از طرف توسعه دهندگان نرم‌افزار است و معنی غیررسمی و آزمایشی به نسخه ارائه شده می‌دهد.

## امکانات

### E16
- انلاینمنت به کاربران اجازه می‌دهد که یک مدل مشبّک از فضاهای کاری (معروف به میزکارمجازی) داشته باشند. با حرکت دادن موشواره به کناره‌های سمت چپ و راست صفحه نمایش، می‌توان به میزکارهای بعدی یا قبلی رفت و به این‌گونه بین آن‌ها حرکت کرد. این مدل مشبّک می‌تواند حداکثر ۸ سطر و ۸ ستون داشته باشد که در نتیجه ۳۲ تا میزکار مجازی فراهم می‌شود که هر یک از این میزکارهای مجازی تصویر زمینهٔ مختص به خود را دارند؛ ولی حداکثر تا ۲۰۴۸ تا فضای میزکار می‌توان ساخت. (کاربران برای اینکه این صفحات را گم نکنند، می‌توانند یک نقشه از آن‌ها درست کرده و از طرق آن به هر صفحه (که اصطلاحاً Pager نامیده می‌شود) دسترسی داشته باشند).
- به وسیلهٔ dragbar می‌توان یک میزکار را به کناره‌های صفحه راند تا چیزهای زیر آن پیدا شوند. تیم انلایتنمنت از یک سامانهٔ طبقه‌بندی پُشته‌ای برای صفحه‌ها استفاده می‌کند به این صورت که صفحات درون یک پُشته بر روی هم قرار می‌گیرند و به این صورت می‌توان یک قسمت را کنار زد و زیر آن را دید.
- گروه بندی پنجره‌ها: انلایتنمنت قابلیتی دارد که از طریق آن می‌توان پنجره‌های مشابه را در یک گروه قرار داد و کارهایی از قبیل تغییر اندازه، جابجایی، بستن و غیره را روی یک گروه از پنجره‌ها انجام داد.
- Iconification قابلیتی هست که فقط آیکون پنجره‌ها را در جعبه آیکون ذخیره می‌کند و امکان جابجایی جعبه آیکون را در سطح صفحه نمایش به ما می‌دهد.
- می‌توان لبه‌های پنجره‌ها را تغییر یا حذف کرد، حتی می‌توان نوار عنوان در پنجره‌ها را نیز حذف کرد.
- کاربران می‌توانند به هر کلید از روی صفحه کلید وظیفه‌ای از قبیل اجرای برنامه‌ها، بزرگ کردن پنجره‌ها، حرکت بین میزکارها و حتی حرکت موشواره را (به منظور فراهم کردن یک محیط بی‌نیاز به موشواره و فقط بااستفاده از صفحه کلید) محول کنند. یک ابزار گرافیکی باسم "e16keyedit" این وظیفه را انجام می‌دهد.
- انلایتنمنت یک واسط متنی به نام eesh دارد که می‌تواند بروی وظایف مدیر پنجره، تأثیر گذارد و اجازه نوشتن اسکریپت‌های قدرتمند، برای تک تک اجزای روی صفحه، به ما می‌دهد، از تنظیمات کلی گرفته تا دستکاری یک پنجره خاص.
- نسخه‌های جدیدتر امکان استفاده از افکت‌های ترکیبی مثل Fading و Transparency را نیز فراهم می‌کنند.

یکی از خصوصیات این مدیر پنجره این می‌باشد که دارای توانایی پیکربندی بالایی است و کادرهای محاوره‌ای زیادی برای سفارشی کردن سیستم در اختیار کاربر می‌گذارد. تنظیماتی از قبیل جابجای پنجره‌ها، تغییر اندازه آنها، گروه بندی و تعیین جای آنها، تنظیمات صدا، چند میزکاری، تنظیمات مربوط به تصویر زمینه میزکارها، تولتیپ‌ها، Pager و غیره. همچنین افکت‌هایی مانند افکت ripple برای کادرهای محاوره‌ای ارائه می‌کند.

### E17
E17 در ۲۱ دسامبر ۲۰۱۲ به عنوان نسخه‌ای پایدار عرضه شد، ویژگی‌های اصلی آن عبارت اند از:
- کاملاً پوسته (Theme) پذیر است، هم از طریق منوها و هم از طریق رابط خط فرمان.
- یک مدیر پرونده همراه خود دارد.
- قابلیت نمایش آیکان بر روی میزکار.
- ویژگی مدل مشبّک از میزکارهای مجازی.
- یک طراحی پیمانه‌ای (Modular) دارد و به صورت پویا، پیمانه‌ها (Module) را بارگذاری می‌کند. هم‌اکنون پیمانه‌های زیر را شامل می‌شود:
  - Pager - جابجایی بین میزکارهای مجازی.
  - iBar - اجراکننده اپلیکیشن‌ها.
  - iBox - نگهداری از اپلیکیشن‌های کوچک (Minimize) شده. (فقط آیکون‌های آن‌ها را نشان می‌دهد).
  - Engage یا iTask NG - یک نوار وظیفه شبیه به نوار وظیفه سیستم عامل اواس‌ده.
  - Dropshadow - برای هر پنجره سایه برجسته فراهم می‌کند.
  - Clock - ساعت عقربه‌ای و دیجیتال.
  - Battery - نظارت بر باتری لپ‌تاپ.
  - CPUFreq - نظارت بر پردازندهٔ لپ‌تاپ.
  - Temperature - نظارت بر دمای لپ‌تاپ.
  - Illume - دستکاری واسط کاربری انلایتنمنت تا در دستگاه‌های موبایل درست کار کند.
  - Composite - به کاربران این اجازه را می‌دهد تا انلایتنمنت را با افکت‌های ترکیبی اجرا کنند.
  - Tiling - اجازه می‌دهد روی میزکارهای مجازی قابلیت نمایش پنجره‌ها به صورت کاشی را راه‌اندازی کنید.
- یک یا چند صندوغچه (Shelve) برای نگهداری ابزارهای کوچک (Gadget) و حرکت آن‌ها در سطح صفحه.
- استفاده از تصاویر متحرک در میزکار، منوها، ویجت‌های میزکار، آیکون‌های iBox و غیره.
- سایه زنی پنجره‌ها، اطلاع رسانی از طریق آیکون‌ها (Iconification)، تنظیمات بزگنمایی (Maximising) و چسبانکی(sticky).
- مقید کردن کلیدهای صفحه کلید به وظایف متنوع.
- پشتیبانی از چند ملیتی و چند زبانی.
- استاندارد شده - پشتیبانی از استاندارهایی مانند  NetWM ، ICCCM،  XDG  و غیره.

## توسعه دهندگان

### اصلی
- کارستن هیتزلر (Rasterman) - هدایت‌کننده تیم توسعه
- کیم ولدرز (kwo) - نگهدارنده E16
- هشام ماردام بِی (CodeWarrior)
- کریستفر میشل (devilhorns)

### بازنشسته‌ها
ژئوف هریسون (Mandrake)